# Die Milchstraße (1969)
Die Milchstraße ist ein französisch-italienischer Spielfilm des spanischen Regisseurs Luis Buñuel, der erstmals am 15. März 1969 in Frankreich ins Kino kam. Seine Deutschland-Premiere hatte das Werk am 6. Oktober 1970 im Programm der ARD.

## Handlung
Die beiden Clochards Jean und Pierre (die französische Vornamen entsprechen den deutschen Namen Johannes und Petrus) aus Paris pilgern anfangs entlang der französischen Autoroute A10 den Jakobsweg, der auch „Milchstraße“ genannt wird, in das spanische Santiago de Compostela. Dabei begegnet ihnen, losgelöst von Raum und Zeit, eine Reihe von Figuren, die verschiedene Lehren innerhalb des Christentums verkörpern. In den einzelnen Szenen werden die unterschiedlichen dogmatischen und ketzerischen Positionen innerhalb der langen Geschichte des Christentums zum Ausdruck gebracht. Alle im Film geäußerten religiösen Aussagen sind übrigens, so verrät der Abspann, der Bibel sowie anderen Schriften der christlichen Kirche entnommen.
Die Milchstraße wurde als himmlisches Äquivalent des irdischen Jakobsweges angesehen, daher der Titel des Films.

## Zitate
„Zwei Pilger in der Gegenwart auf dem Weg nach Santiago de Compostela. In der Welt, die sie durchqueren, sind Zeit und Raum aufgehoben, und die Verkündung des christlichen Dogmas ist das Einzige, über das man spricht. Unterwegs die burleske (doch authentische) Illustration der Häresien und, unter dem Gelächter, die düstere und leidenschaftliche Suche nach der Wahrheit.“

„Abgesehen von den authentischen Situationen und doktrinären Disputen, die im Film vorkommen, ist er für mich vor allem eine Wanderung durch den Fanatismus, bei der sich jeder gewaltsam und unerbittlich an sein Stückchen Wahrheit klammert – bereit, dafür zu töten oder zu sterben. Außerdem fand ich, daß der Weg, den die beiden Pilger zurücklegen, gleichermaßen für politische wie für künstlerische Ideologien stehen kann.“

## Kritiken
Der Film erhielt überwiegend positive Kritiken, der US-amerikanische Aggregator Rotten Tomatoes erfasste 95 % wohlwollende Kritiken.
Der Evangelische Film-Beobachter zieht folgendes Fazit: „Formal brillantes, aber einseitiges, völlig negativistisch aufgefaßtes Alterswerk, das vom persönlichen Ressentiment getragen ist. Als Methode zieht Bunuel die aufklärerische direkte Attacke der differenzierten theologischen Analyse vor. Eine wertvolle Diskussionsgrundlage, die verantwortungsbewußten Erwachsenen empfohlen sei.“ Trotz aller Kritik an der katholischen Kirche gelangt auch das Lexikon des internationalen Films letztendlich zu einer positiven Einschätzung: „Die einer kabarettistischen Dramaturgie folgende Episodenrevue, die selbst Visionen von Gott und Teufel nicht ausläßt, erweist sich streckenweise als bissig-polemischer Versuch einer Abrechnung Buñuels mit Irrtümern und Irrgängen der katholischen Kirche.“